# Thevenetimyia celer
Thevenetimyia celer är en tvåvingeart som först beskrevs av Cole och Jon C. Lovett 1919.  Thevenetimyia celer ingår i släktet Thevenetimyia och familjen svävflugor. Inga underarter finns listade i Catalogue of Life.